# Фабиан, Йоханнес
Йоханнес Фабиан (Johannes Fabian; род. 19 мая 1937, Глогув) — нидерландский антрополог. Доктор философии (Чикагский ун-т), эмерит-профессор культурной антропологии Амстердамского университета. Прежде преподавал в Северо-Западном и Уэслианском университетах США, а также в Национальном университете Заира.
После окончания в 1956 году школы учился в Бонне, а также рядом с Веной — в частности у Пауля Шебеста. Изучал философию и теологию, антропологию, лингвистику и историю религий. В 1962 году переехал в Мюнхен, где изучал антропологию, социологию и раннюю историю. В 1963 году продолжил изучение антропологии в Чикагском университете. Получил степень магистра в 1965 году и защитил докторскую диссертацию в 1969 году. С 1968 года читал лекции в Северо-Западном университете в Чикаго. В 1973 году стал профессором университета Заира и деканом факультета социологии и антропологии. Год спустя вернулся в США и до 1979 года занимал должность профессора антропологии в Уэслианском университете. С 1980 года является заведующим кафедрой социальной и культурной антропологии в Университете Амстердама. В своих трудах обращался к вопросам эпистемологии и истории антропологии. Книги: Out of Our Minds: Reason and Madness in the Exploration of Central Africa (2000); Moments of Freedom: Anthropology and Popular Culture; Remembering the Present: Painting and Popular History in Zaire (California, 1996); Language and Colonial Power: The Appropriation of Swahili in the Former Belgian Congo, 1880—1938 (1991) ; Time and the Other: How Anthropology Makes Its Object (1983) ; Memory Against Culture: Arguments and Reminders; Anthropology with an Attitude: Critical Essays (2002) ; Ethnography as Commentary: Writing from the Virtual Archive. Проф. Daniel A. Segal отмечал, что Й. Фабиан был «одним из самых оригинальных и важных мыслителей в антропологии с 1970-х годов».